# Флаг Покровского района
Флаг Покро́вского района — официальный символ Покровского муниципального района Орловской области Российской Федерации.
Флаг утверждён 26 февраля 2010 года и внесён в Государственный геральдический регистр Российской Федерации с присвоением регистрационного номера 6040.
Флаг составлен на основании герба Покровского муниципального района по правилам и соответствующим традициям вексиллологии и отражает исторические, культурные, социально-экономические, национальные и иные местные традиции.

## Описание
Прямоугольное голубое полотнище с отношением ширины к длине 2:3, с изображением фигур герба района: бело-красной орнаментальной полосы вдоль нижнего края в 1/6 полотнища и посередине голубой части — каравая с солонкой, выполненного жёлтым, красным и белым цветом, и над ним белого покрова с красным орнаментом.

## Обоснование символики
Районный центр — посёлок Покровское (до 1973 года — село) возник в 1678 году, у церкви Покрова Пресвятой Богородицы, объединив несколько близлежащих деревень. Своё название село получило по церкви, освящённой в честь одного из самых почитаемых на Руси праздников — Покрова Пресвятой Богородицы. Название района — Покровский — на флаге образно отражено белым платом — Покровом.
Покровский район славится своими культурными и историческими обычаями. Полоса в основании флага, украшенная вышивкой, называемой «Орловский спис», символизирует бережно сохраняемые традиции, в том числе, и в широко известном за пределами Орловской земли декоративно-прикладном искусстве. Каравай с солью не только символизирует Покровский район как сельскохозяйственный, но и подчёркивает радушие и гостеприимство местных жителей, их заботу о своей малой родине.
Жёлтый цвет (золото) символизирует урожай, богатство, стабильность, уважение, солнечное тепло.
Белый цвет (серебро) символизирует чистоту, совершенство, мир, взаимопонимание.
Голубой цвет символизирует честь, благородство, верность, духовность.
Красный цвет символизирует мужество, силу, любовь, труд. Также это цвет крови, пролитой в борьбе за свободу родного края.